# Тацца
Тацца (итал. tazza — чашка, чаша) — изделие декоративно-прикладного искусства, плоская, широкая чаша на ножке, а также многоярусная композиция из нескольких тарелей на одной вертикальной оси.

## История
Родина таццы — Италия: там сосуды подобной формы были известны с XV века. Материалом для их изготовления служили стекло, драгоценные металлы (чаще всего серебро), майолика. В Италии тацца использовалась как сосуд для вина. Отчасти она напоминает древнегреческий килик. Считалось, что плоская форма чаши позволяет наилучшим образом ощутить аромат напитка. На дно таццы часто наносили изображение, которое открывалось взгляду пьющего по мере того, как вино убывало. Металлические таццы также украшали с помощью буклирования — нанесения на поверхность непрерывных рядов крупных выпуклостей-буклей.
В других европейских странах, в частности, в Голландии, форму таццы сочли неудобной для питья и использовали её не в качестве кубка, а как вазу для фруктов или сладостей. Такими вазами было легко украсить парадный стол, создав из них окаймляющий бордюр или эффектную композицию из нескольких ярусов.
В XVI—XVIII веках немецкие златокузнецы из Аугсбурга и Нюрнберга, знаменитых центров ювелирного искусства, стали изготавливать многоярусные таццы для фруктов, орошаемых стекающим по чашам сверху вниз ароматным вином. Такие таццы, наподобие фонтанов, украшенные рельефными плакетками с изображениями на мифологические сюжеты, наподобие сюрту-де-таблей становились центрами пиршественного стола. Их заказывали монархи, используя на пирах, а также в качестве дипломатических даров.
В России таццы получили широкое распространение с XVII века. Поскольку наполняли их преимущественно маринованными плодами («рассолами»), вазы получили название «рассольников». В Оружейной палате Московского кремля хранится необычное произведение: многоярусная ваза-рассольник «Конфетное дерево» (1633—1644) немецкого мастера XVII века Дитриха Тор Мойе из Гамбурга — дар шведской королевы Kристины русскому царю Михаилу Фёдоровичу.
Изображения тацц часто присутствуют на картинах итальянских и голландских художников XVI—XVII веков. В живописи малых голландцев тацца, наполненная фруктами, нередко становилась доминантой натюрмортной постановки.

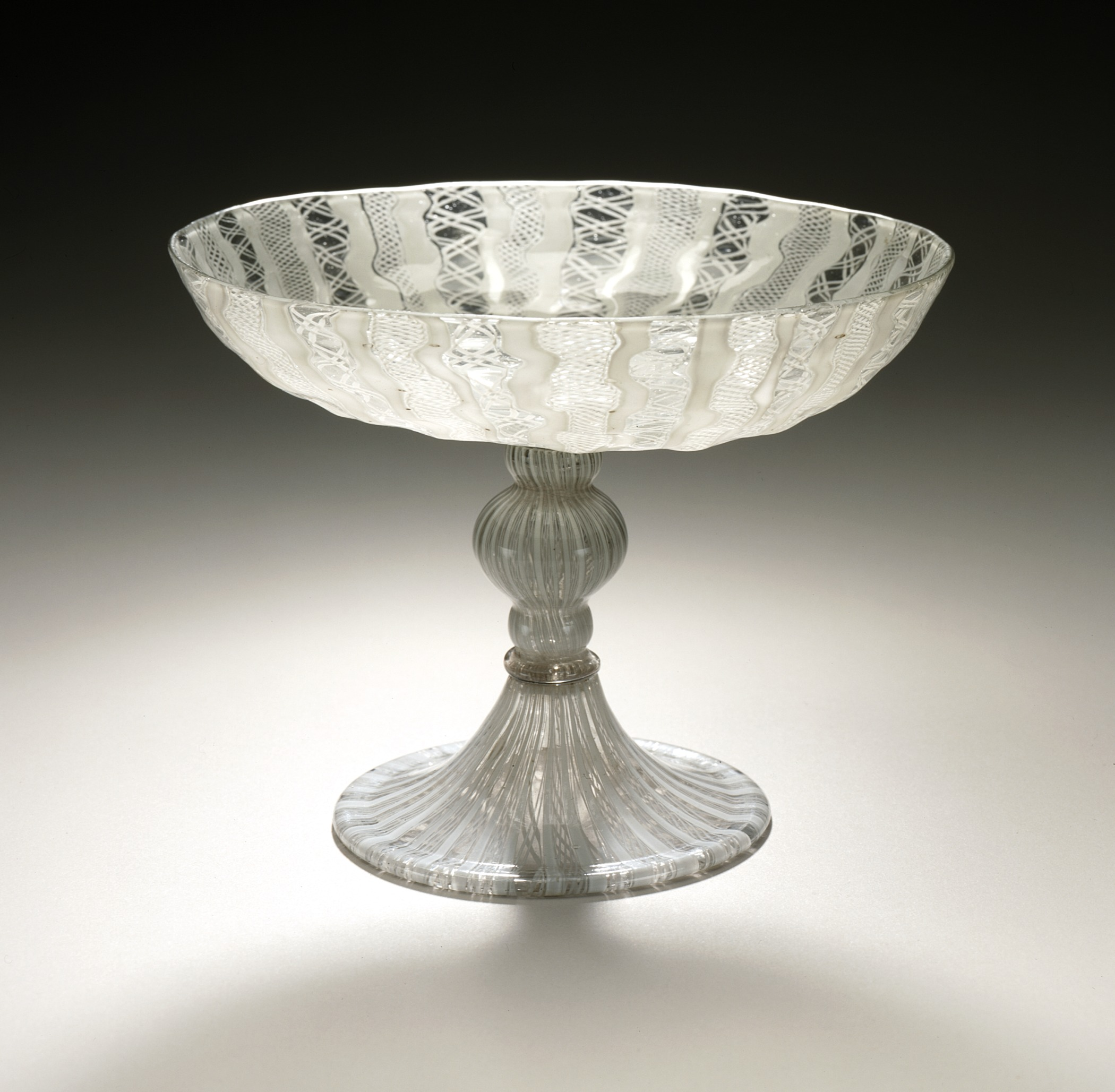
Тацца. Техника декорирования «стеклянная вить». Венеция. XVII в. Музей искусств округа Лос-Анджелес, США
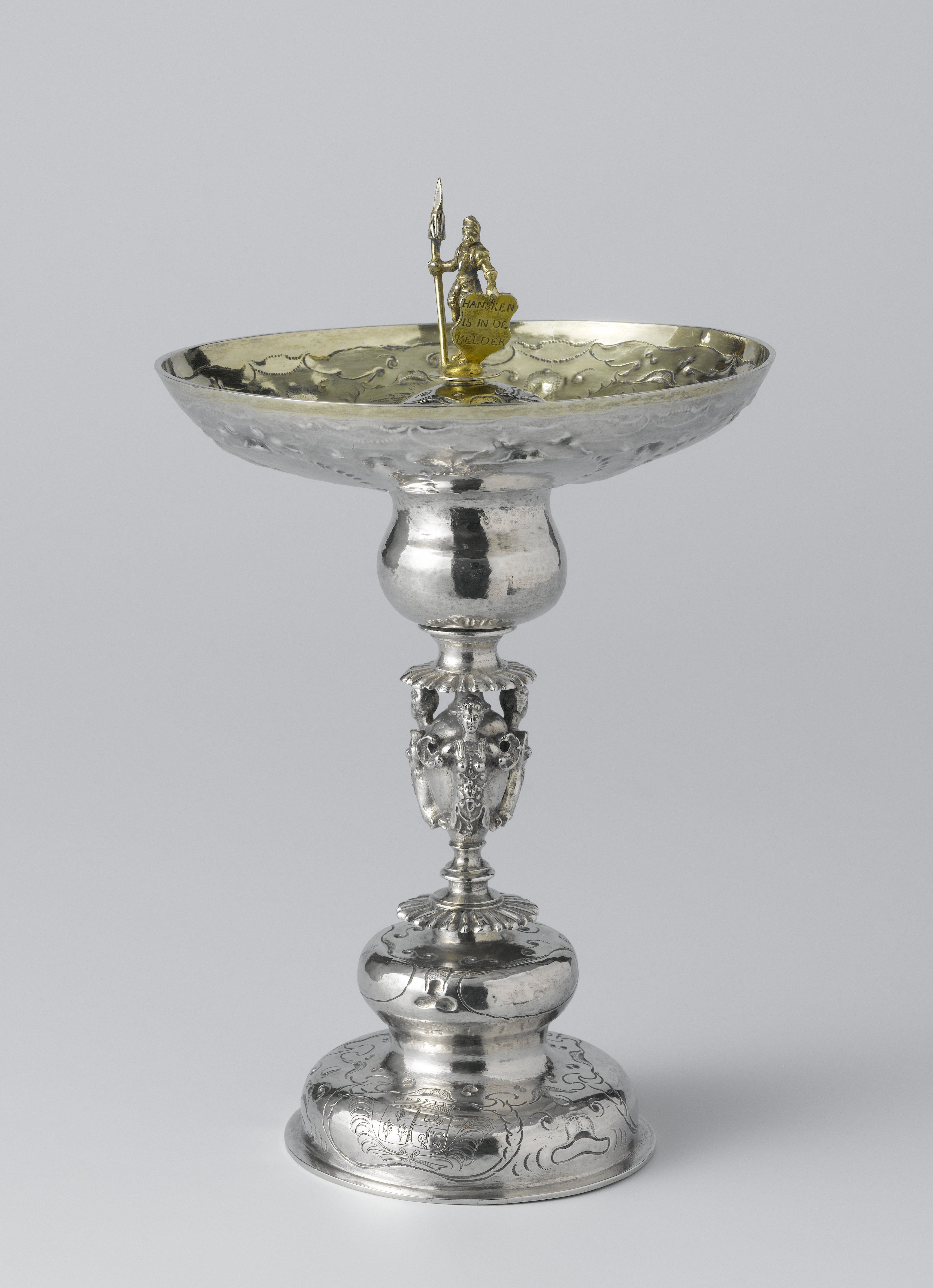
Тацца с рыцарем. Между 1669 и 1670. Серебро. Рейксмюсеум, Амстердам
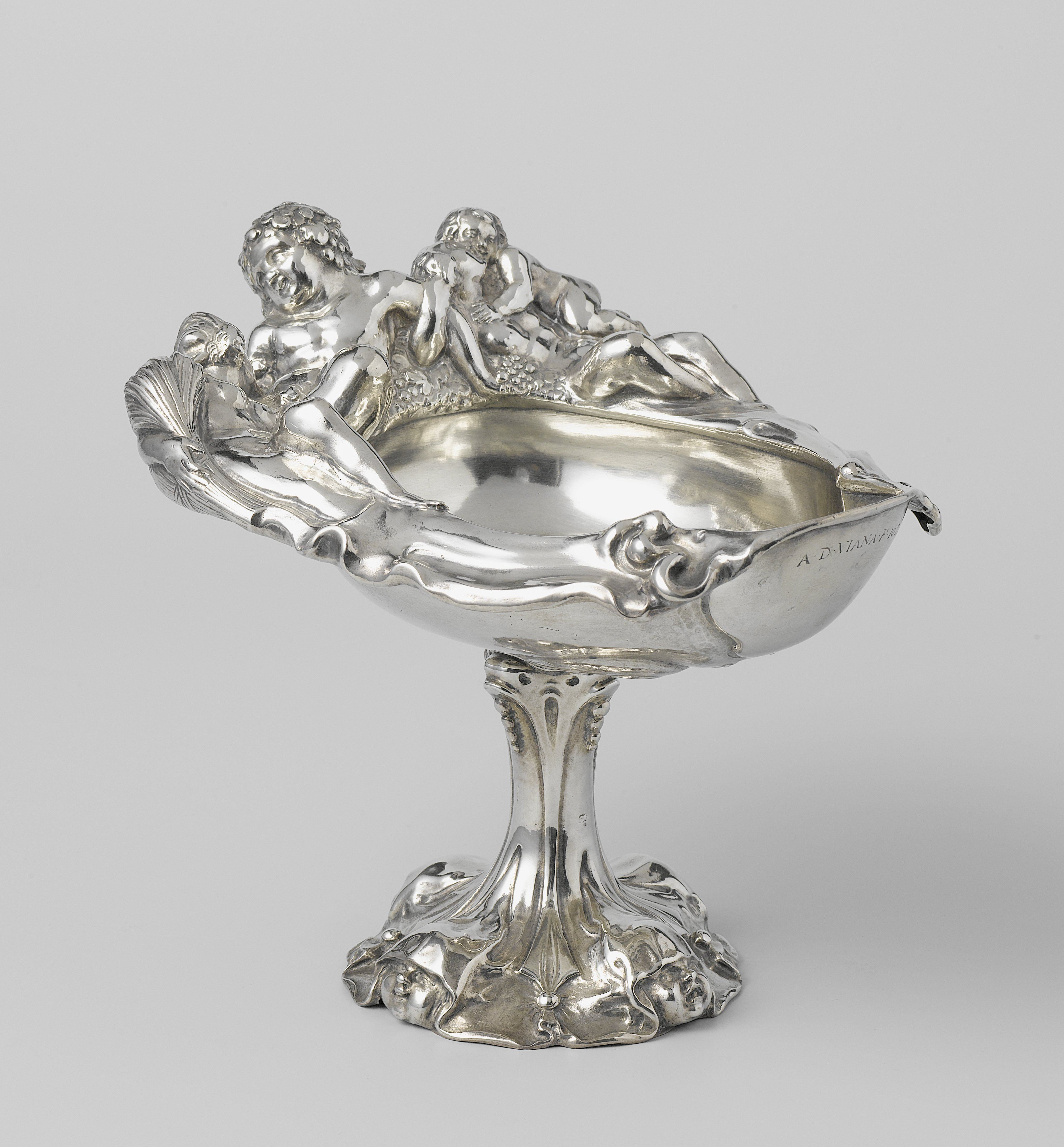
Тацца с фигурами Вакха, Цереры и Венеры с Амуром. 1621. Серебро. Рейксмюсеум, Амстердам
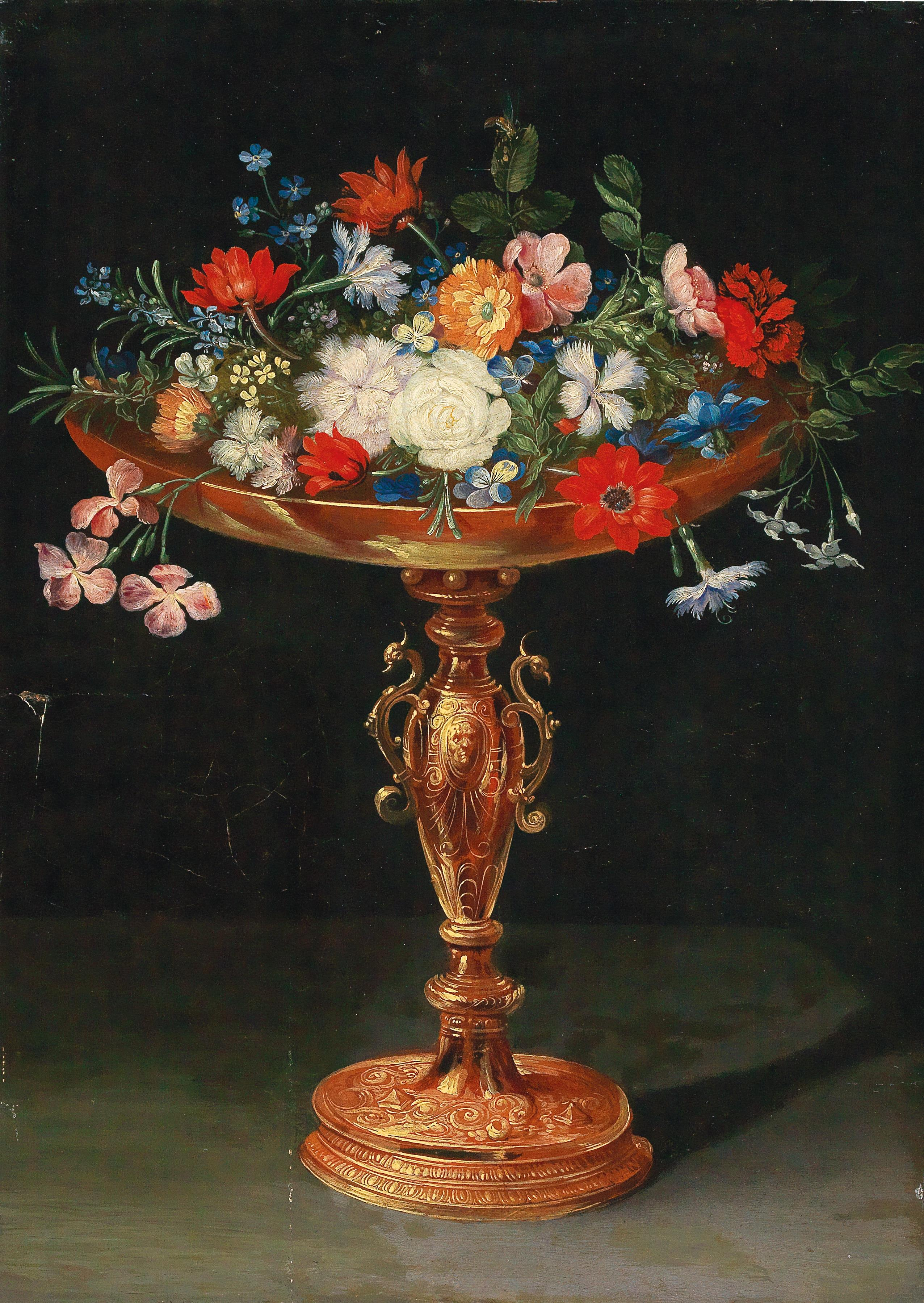
Ян Брейгель Младший. Цветы в позолоченной тацце (вазе). До 1678. Дерево, масло. Частное собрание
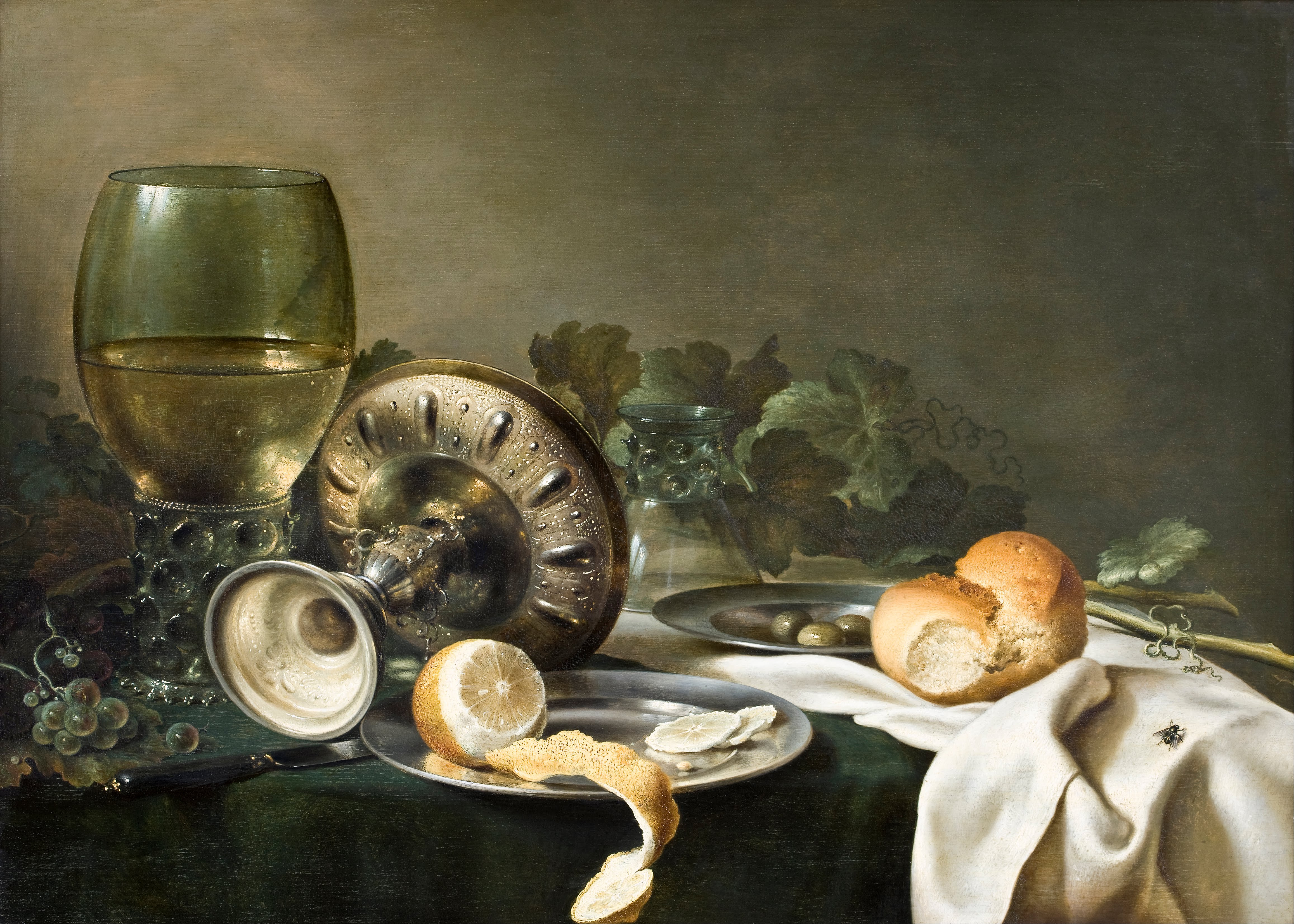
Виллем Клас Хеда. Натюрморт. 1645. Дерево, масло. Халльвюльский музей, Стокгольм